# Raiffeisenbank Mittel- und Hinterbregenzerwald

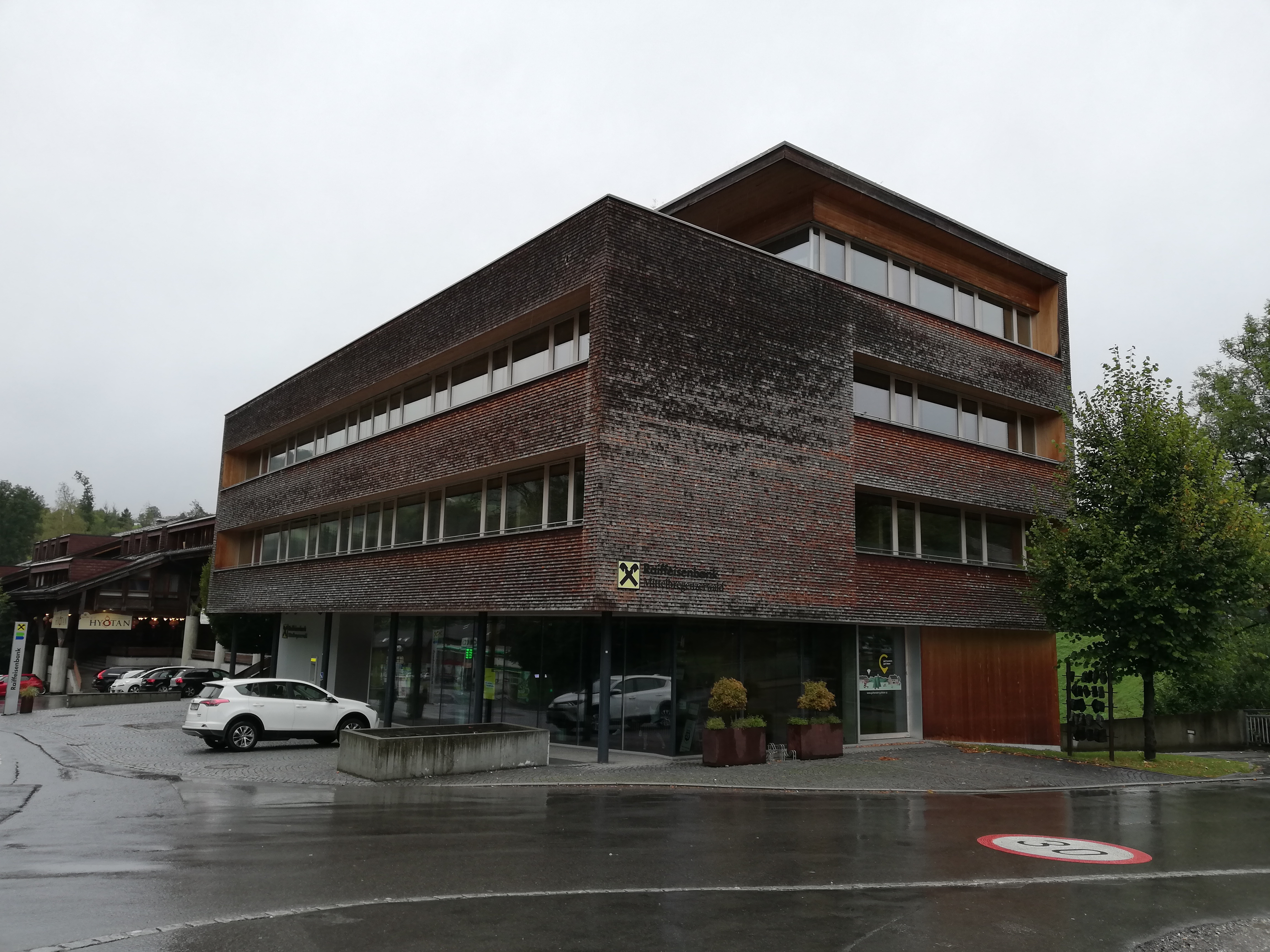
Zentrale der Raiffeisenbank Mittel- und Hinterbregenzerwald in Egg

Die Raiffeisenbank Mittel- und Hinterbregenzerwald ist eine österreichische Genossenschaftsbank. Die Regionalbank hat ihren Sitz in Egg. Ihr Marktgebiet umfasst neben Egg auch Schwarzenberg, Andelsbuch, Großdorf, Au, Damüls und Lingenau.

## Struktur
Die Raiffeisenbank Mittel- und Hinterbregenzerwald ist ein Allfinanzinstitut und bietet Finanzlösungen für Privatpersonen und Unternehmen. Die Raiffeisenbank Mittel- und Hinterbregenzerwald ist gemeinsam mit den weiteren Vorarlberger Raiffeisenbanken Eigentümerin der Raiffeisenlandesbank Vorarlberg. Zusammen mit den anderen sieben Raiffeisenlandesbanken Österreichs ist diese Mehrheitseigentümerin der Raiffeisen Bank International AG.
Die Raiffeisenbank Mittel- und Hinterbregenzerwald ist als Genossenschaftsbank organisiert. Daher gehört sie den Mitgliedern der Bank, die im Allgemeinen nur physische Personen, rechtsfähige Personengesellschaften und juristische Personen sein können, die im Tätigkeitsgebiet der Raiffeisenbank ihren Wohnsitz oder Grundbesitz haben oder in diesem Gebiet ein Gewerbe betreiben oder einen Beruf ausüben. Entsprechendes ist in der Satzung der Raiffeisenbank Mittel- und Hinterbregenzerwald festgelegt. Die Genossenschaftsbank zählt aktuell etwa 4.800 Mitglieder. Der Zweck der Raiffeisenbank ist im Wesentlichen die Förderung des Erwerbs oder der Wirtschaft ihrer Mitglieder.

## Geschichte
Franz Michael Felder, Wendelin Rädler und Johann Kohler versuchten Ende des 19. Jahrhunderts, die Idee der Selbsthilfe von Friedrich Wilhelm Raiffeisen in Vorarlberg zu etablieren. 1894 gründeten eine Gruppe von Menschen im mittleren Bregenzerwald nach diesem Vorbild in Schwarzenberg, Andelsbuch und Großdorf die ersten Spar- und Darlehenskassen. Die Ersteintragungen ins Firmenbuch erfolgten am 23. Juni 1894. 1976 beschlossen die drei Kassen, sich zusammenzuschließen. Seitdem firmierten sie unter dem gemeinsamen Namen „Raiffeisenbank Mittelbregenzerwald“. 1993 schloss sich die ehemals eigenständige Raiffeisenkasse Lingenau dieser Genossenschaftsbank an. Im Juli 2023 schlossen sich die Raiffeisenbank Au und die Raiffeisenbank Mittelbregenzerwald zusammen und bilden nun die „Raiffeisenbank Mittel- und Hinterbregenzerwald“.